# 紅瘤喉盤魚
紅瘤喉盤魚（學名：Creocele cardinalis）為輻鰭魚綱喉盤魚目喉盤魚科的其中一種，分布於東印度洋南澳大利亞至巴斯海峽海域，本魚體延長，頭部扁平，腹鰭喉位，與周圍的皮褶特化成雙吸盤，後部有一游離的前緣與前部吸盤隔間，尾鰭圓形，體色通常為綠色，帶有深棕色斑紋，背鰭軟條9-10枚、臀鰭軟條6-8枚，體長可達7.5公分，屬底棲性魚類，生活在海草生長的潮間帶，生活習性不明。
其种加词“cardinalis”意为“深红色的”（来源于红衣主教的长袍颜色）。